# Air Fiji Flight 121
Air Fiji Flight 121 var en Embraer EMB 110 Bandeirante som lyfte från Fijis huvudstad Suva mot orten Nadi år 1999. I denna olycka omkom 17 personer. En var en invandrare. Orsaken var pilotfel, vilket gjorde att planet störtade in i en bergvägg täckt med regnskog, och föll isär. Alla 17 ombord dödades omedelbart. 